# Luigi Lusignani
Luigi Lusignani (né à Vernasca le 3 mars 1896 et mort à Corfou 27 septembre 1943) est un colonel italien décoré de la Médaille d'or à la valeur militaire à la mémoire pour les faits tragiques de Céphalonie de septembre 1943.

## Biographie
Luigi Lusignani, après avoir fréquenté l'Académie militaire de Modène, participe à la Première Guerre mondiale puis devient lieutenant-colonel en 1936 pendant la guerre d'Éthiopie et colonel en 1942. Le 8 septembre 1943, à l'annonce de l'Armistice de Cassibile, Luigi Lusignani était en service sur l'île de Corfou, commandant du 18e Régiment d'infanterie de la Division Acqui. Déterminés à lutter contre les nazis, avec la collaboration des partisans grecs, les tractations avec le commandement allemand échouent. Des batailles s'engagent entre le 15 et le 25 septembre 1943, les forces allemands prenant le dessus. Ayant pris possession de Céphalonie et Corfou, ils ont commencé le massacre des soldats italiens tombés entre leurs mains. Luigi Lusignani a été fusillé et sa dépouille n'a jamais été retrouvée. 
Décoré à titre posthume de la Médaille d'or à la valeur militaire à la mémoire, diverses rues portent son nom, dont une à Gênes et une caserne du Génie à Plaisance.